# 早川真由
早川 真由（はやかわ まゆ、1984年2月26日 - ）は、日本の女性声優。フリー。京都府出身。血液型はA型。
以前は尾木プロ THE NEXT、パワー・ライズに所属していた。

## 出演

### テレビアニメ
2005年
- capeta（従業員）

2007年
- おねがいマイメロディ すっきり♪（おかず達、秀人、男の子）

2008年
- ヴァンパイア騎士（女子生徒 他）-2シリーズ
- 図書館戦争（女子隊員）

2009年
- ジュエルペット（2009年 - 2012年、リン、女生徒）-4シリーズ

### 吹き替え
2003年
- トランサー霊幻警察